# Miên Khải
Miên Khải (chữ Hán: 綿愷; 6 tháng 8, 1795 – 18 tháng 1, 1838), Ái Tân Giác La, là Hoàng tử thứ 3 của Thanh Nhân Tông Gia Khánh Đế.

## Cuộc đời
Miên Khải được sinh ra vào giờ Dần, ngày 22 tháng 6 (âm lịch) năm Càn Long thứ 60 (1795). Ông là anh em ruột với Hoàng thất nữ và Thụy Hoài Thân vương Miên Hân. Sinh mẫu là Hiếu Hòa Duệ Hoàng hậu, Hoàng hậu thứ hai của Gia Khánh Đế. Năm Gia Khánh thứ 24 (1819), tháng giêng, ông được phong Đôn Quận vương (惇郡王). Tháng 7, quản lý sự vụ Nhạc bộ của Trung Chính điện (中正殿乐部). Năm thứ 25 (1820), tháng 7, sau khi Đạo Quang Đế lên ngôi đã tấn phong ông làm Đôn Thân vương (惇亲王). Cùng tháng, quản lý sự vụ Ung Hòa cung. Tháng 8, ông được thưởng mang Hồng nhung kết Đỉnh quan (红绒结顶冠).
Năm Đạo Quang thứ 2 (1822), quản lý sự vụ Sướng Xuân Viên. Năm thứ 3 (1823), tháng giêng, được phép hành tẩu tại Nội đình. Cùng năm giải trừ tất cả các chức vụ và hành tẩu tại Nội đình. Năm thứ 4 (1824), tháng 2, tiếp tục được hành tẩu tại Nội đình. Năm thứ 5 (1825), tháng 11, quản lý sự vụ Võ Anh điện, Ngự thư xứ. Năm thứ 6 (1826), tháng 2, nhậm Tông Nhân phủ Tông lệnh. Tháng 5, nhậm Đô thống Hán quân Chính Bạch kỳ. Tháng 11, sung làm Ngọc điệp quán Tổng tài. Năm thứ 7 (1827), ông bị giáng làm Quận vương do thông đồng với các thái giám trong cung ăn chặn tiền thuế của dân. Một năm sau, vì có công bắt được kẻ trộm, ông được phục tước Thân vương. Năm thứ 9 (1829), tháng 3, điều làm Đô thống Hán quân Tương Hồng kỳ. Tháng 5, quản lý sự vụ Tả hữu Lưỡng dực Tông học. Năm thứ 10 (1830), tháng 11, ông nhậm chức Tổng Am đạt (总谙达), tháng 4 năm sau thì giải trừ.
Năm thứ 11 (1831), tháng 11, điều làm Đô thống Mãn Châu Tương Lam kỳ, thụ Duyệt binh Đại thần (阅兵大臣). Năm thứ 13 (1833), tháng 2, ông trở thành Tổng tộc trưởng của Tương Hoàng kỳ. Tháng 5, giải trừ chức vụ Đô thống và hành tẩu tại Nội đình. Năm thứ 15 (1835), tháng 10, tiếp tục được hành tẩu tại Nội đình. Tháng 12, thụ Đô thống Mông Cổ Tương Hồng kỳ. Năm thứ 16 (1836), tháng 4, một lần nữa nhậm Tổng Am đạt. Tháng 5, điều làm Đô thống Mãn Châu Chính Bạch kỳ, thụ Duyệt binh Đại thần. Tháng 11, một lần nữa nhậm Tông lệnh, sung làm Ngọc điệp quán Tổng tài. Năm thứ 18 (1838), sau khi Hiếu Thận Thành Hoàng hậu tạ thế, ông có ý chê trách Đạo Quang Đế đã tổ chức tang lễ Hoàng hậu xa hoa như tang lễ của Hoàng thái hậu, ông bị giáng lại Quận vương, cắt bổng lộc 5 năm, giải trừ tất cả các chức vụ. Tháng 11, ông đặc biệt được ban thưởng Hồng nhung kết đỉnh và Hoàng kim Mãng bào. Cùng năm đó, ông qua đời và được phục thụy là Đôn Khác Thân vương (惇恪親王).

## Gia quyến
- Đích Phúc tấn: Nữu Hỗ Lộc thị (钮祜禄氏), con gái của Thượng thư Phúc Khánh (福庆).
- Trắc Phúc tấn: Cao Giai thị (高佳氏), con gái của Tổng binh Cao Khởi (高起).
- Con trai: Dịch Toản (奕纘; 1817 – 1821), mẹ là Đích Phúc tấn Nữu Hỗ Lộc thị. Được ban tước Bất nhập Bát phân Phụ quốc công khi còn nhỏ, sau khi qua đời được truy phong Bối lặc.
- Con thừa tự: Dịch Thông (奕誴; 23 tháng 7, 1831 – 18 tháng 2, 1889), là con trai thứ 5 của Đạo Quang Đế. Năm 1846 được cho làm con thừa tự của Miên Khải. Sau khi qua đời truy thuỵ là Đôn Cần Thân vương (惇勤亲王).